# Djibasso (département)
Pour la commune, voir Djibasso.
Djibasso est un département et une commune rurale du Burkina Faso, situé dans la province de la Kossi et la région de la Boucle du Mouhoun. En 2019, le dernier recensement général comptabilisait 63 283 habitants.

## Village saba
Le département comprend un village chef-lieu (populations actualisées en 2012) :
- Djibasso (5 979 habitants)

et 48 autres villages :
- Ba (1 942 habitants)
- Banana (431 habitants)
- Bankoumana (600 habitants)
- Bara (550 habitants)
- Berkoué (756 habitants)
- Bida (686 habitants)
- Bokoro (147 habitants)
- Bonoua (425 habitants)
- Bouakuy (905 habitants)
- Diékan (362 habitants)
- Diékuini (430 habitants)
- Diéna (1 613 habitants)
- Donkoro (241 habitants)
- Foni-Boronkin (635 habitants)
- Gnimini (1 066 habitants)
- Ira (3 290 habitants)
- Kansara (630 habitants)
- Kié (1 369 habitants)
- Kira (1 181 habitants)
- Kolonkani (716 habitants)
- Kolonkani-Sirakoro (1 325 habitants)
- Kolonzo (761 habitants)
- Kombori (1 420 habitants)
- Maouléna (825 habitants)
- Mandara (805 habitants)
- Massakuy (247 habitants)
- Mouna (78 habitants)
- Naïréna (1 033 habitants)
- Ouarokuy (1 164 habitants)
- Oura (2 404 habitants)
- Parakuy (273 habitants)
- Paranzo (395 habitants)
- Pia-I (2 771 habitants)
- Saba (1 666 habitants)
- Sadignakono (402 habitants)
- Sakuy (329 habitants)
- Samékuy (1 265 habitants)
- Sarakoro (380 habitants)
- Sénoulo (52 habitants)
- Siédougou (204 habitants)
- Soumoukuy (311 habitants)
- Sounè (720 habitants)
- Soye (2 458 habitants)
- Tiemè (2 769 habitants)
- Voro (684 habitants)